# Bieczyny (osada leśna)
Bieczyny – osada leśna w Polsce, w województwie wielkopolskim, w powiecie kościańskim, w gminie Czempiń.
Miejscowość leży nieopodal Rowu Dunaja, uchodzącego do Kanału Mosińskiego.
W latach 1975–1998 miejscowość administracyjnie należała do województwa poznańskiego.